# Nemzeti Bajnokság 1913/14
Die Nemzeti Bajnokság 1913/14 war die 13. Spielzeit in der Geschichte der höchsten ungarischen Fußballliga. Meister wurde zum dritten Mal MTK Budapest.

## Osztályú Bajnokság
An der Meisterschaft konnten nur Mannschaften aus Budapest teilnehmen.

### Modus
Die Saison wurde mit Hin- und Rückspielen ausgetragen. Für einen Sieg gab es zwei Punkte, für ein Unentschieden einen und für eine Niederlage keinen Punkt. Der Letztplatzierte musste am Saisonende absteigen.

### Abschlusstabelle
| Pl. | Verein                      | Sp. | S  | U | N  | Tore    | Quote | Punkte |
| --- | --------------------------- | --- | -- | - | -- | ------- | ----- | ------ |
| 1.  | MTK Budapest                | 18  | 15 | 3 | 0  | 056:120 | 4,67  | 33:30  |
| 2.  | Ferencváros Budapest (M, P) | 18  | 13 | 1 | 4  | 061:280 | 2,18  | 27:90  |
| 3.  | Törekvés SE                 | 18  | 9  | 5 | 4  | 041:240 | 1,71  | 23:13  |
| 4.  | Budapesti TC                | 18  | 9  | 4 | 5  | 045:190 | 2,37  | 22:14  |
| 5.  | Magyar AC Budapest          | 18  | 7  | 4 | 7  | 027:380 | 0,71  | 18:18  |
| 6.  | 33 FC Budapest              | 18  | 6  | 3 | 9  | 015:360 | 0,42  | 15:21  |
| 7.  | Újpest Budapest             | 18  | 4  | 4 | 10 | 028:520 | 0,54  | 12:24  |
| 8.  | Budapesti AK                | 18  | 5  | 1 | 12 | 019:320 | 0,59  | 11:25  |
| 9.  | III. Kerületi TVE (N)       | 18  | 3  | 4 | 11 | 022:370 | 0,59  | 10:26  |
| 10. | Nemzeti SC                  | 18  | 3  | 3 | 12 | 017:530 | 0,32  | 09:27  |

Platzierungskriterien: 1. Punkte – 2. Torquotient
| (M) | Ungarischer Meister der Vorsaison          |
| (P) | Pokalsieger der Vorsaison                  |
| (N) | Neuaufsteiger aus der Nemzeti Bajnokság II |

### Kreuztabelle
Die Kreuztabelle stellt die Ergebnisse aller Spiele dieser Saison dar. Die Heimmannschaft ist in der linken Spalte, die Gastmannschaft in der oberen Zeile aufgelistet.
| 1913/14              | MTK | FER | TÖR | BTC | MAC | 33FC | ÚJP | BAK | III. K | NEM |
| -------------------- | --- | --- | --- | --- | --- | ---- | --- | --- | ------ | --- |
| MTK Budapest         |     | 3:2 | 3:0 | 1:0 | 3:0 | 1:1  | 5:0 | 7:1 | 2:1    | 4:1 |
| Ferencváros Budapest | 1:4 |     | 3:2 | 1:3 | 4:3 | 8:0  | 5:1 | 3:2 | 5:0    | 8:0 |
| Törekvés SE          | 2:2 | 1:1 |     | 2:2 | 3:1 | 2:1  | 3:4 | 3:1 | 1:0    | 1:0 |
| Budapesti TC         | 1:3 | 0:1 | 0:0 |     | 2:2 | 3:0  | 3:0 | 0:1 | 3:2    | 2:2 |
| Magyar AC Budapest   | 0:7 | 3:2 | 2:2 | 0:6 |     | 2:3  | 3:1 | 1:0 | 2:1    | 2:1 |
| 33 FC Budapest       | 0:1 | 0:3 | 1:2 | 0:3 | 0:0 |      | 2:0 | 1:0 | 1:0    | 2:1 |
| Újpest Budapest      | 0:4 | 2:3 | 0:9 | 1:5 | 1:1 | 6:0  |     | 0:3 | 1:1    | 2:2 |
| Budapesti AK         | 0:1 | 1:3 | 1:3 | 2:0 | 0:1 | 0:1  | 1:3 |     | 2:2    | 1:2 |
| III. Kerületi TVE    | 2:2 | 2:4 | 2:0 | 1:6 | 0:3 | 2:0  | 1:1 | 1:2 |        | 3:0 |
| Nemzeti SC           | 0:3 | 1:4 | 0:5 | 0:6 | 2:1 | 2:2  | 1:5 | 0:1 | 2:1    |     |

## Vidéki Bajnokság
Die Mannschaften außerhalb Budapests ermittelten in sechs regionalen Gruppen die Teilnehmer an der Endrunde um die Landmeisterschaft, die in Budapest ausgetragen werden sollte.

### Gruppe Süd
Die Gruppe Süd spielte in zwei Staffeln mit insgesamt 21 Mannschaften. Gruppensieger wurde Temesvári Kinizsi SE, das sich im Finale mit 1:0 gegen Szegedi AK durchsetzen konnte.

### Gruppe Danubien
Die Gruppe Danubien wurde mit 17 Mannschaften in drei Staffeln ausgetragen. Aufgrund des Ausbruchs des Ersten Weltkrieges wurden jedoch nicht alle Spiele ausgetragen und nur die Staffel Győr zu Ende gespielt. Gruppensieger wurde Tatabányai SC, das sich in der Endrunde gegen Pécsi AC und Pozsonyi TE durchsetzen konnte.

### Gruppe Siebenbürgen
Die Gruppen Siebenbürgen spielte mit elf Mannschaften in einer Staffel, die von Kolozsvári AC gewonnen wurde.

### Gruppe Nord
Die Gruppe Nord spielte mit 21 Mannschaften in drei Staffeln. In der Endrunde um den Gruppensieg konnte sich Losonci AC gegen Diósgyőr-Vasgyári TK und Kassai AC durchsetzen.

### Gruppe Ost
Die Gruppe Ost wurde mit 14 Mannschaften in zwei Staffeln ausgetragen. Im Gruppenfinale setzte sich Ungvári AC gegen Nagyváradi AC, nachdem Nagyvárad nach einem 1:1 im ersten Spiel aufgrund des Ersten Weltkrieges zum Wiederholungsspiel nicht mehr angetreten war.

### Gruppe Pest-Land
Die Gruppe Pest-Land sah 14 Mannschaften in zwei Staffeln. Gruppensieger wurde Rákoscsabai TK durch ein 2:0 im Gruppenfinale gegen Szolnoki MÁV SE.

### Endrunde
Aufgrund des Ausbruchs des Ersten Weltkrieges wurde die Endrunde nicht ausgetragen.

## Endspiel
Das Endspiel um die gesamt-ungarische Meisterschaft wurde nicht ausgetragen.